# 艾德懷爾德 (密歇根州)
艾德懷爾德（英語：Idlewild）是位於美國密歇根州萊克縣耶茨鎮區的一個非建制地區。

## 地理
艾德懷爾德所處的海拔為高於海平面259米（即850英呎），而該地所採用的時區為UTC-5，即北美东部時區（EST）。同時該地設有夏令時間，為UTC-5調快一小時，即UTC-4（EDT）。